# Цитоплазма
Цитоплазмата е вътрешната течна среда на клетките. В нея са потопени останалите органели на клетката. Цитоплазмата, заедно с клетъчното ядро и клетъчната мембрана представлява един от трите основни компонента на еукариотната клетка. При прокариотите липсва ядро и поради този факт там налице е само важността на клетъчната мембрана и цитоплазмата. По състав в цитоплазмата има 99% Н2О, йони и други формени елементи, които оформят нейната основна структура.
Цитоплазмата представлява около 80% от обема на клетката и съдържа вода, соли, органични молекули и ензими, които са нужни на клетката за катализиране на реакции. Основното вещество на цитоплазмата е цитозолът. Цитозолът е полупрозрачна течност, която заобикаля останалите цитоплазмени компоненти.
Органелите могат да се възприемат като метаболитни механизми или още като самостоятелни малки органи. Има още клетъчни включения, представляващи химически субстанции от запасни хранителни вещества, секреторни продукти и пигментни гранули.
Цитоскелетът представлява „скелето“, което поддържа формата на клетката. Съставен е от три вида филаменти (микрофиламенти, интермедиерни филаменти и микротубули), които имат различни функции в клетката и се срещат в различни нейни части. Цитоскелетът участва и в клетъчните движения и в разместването на органелите в самата клетка.